# Stanisław Krawczyk (poeta)

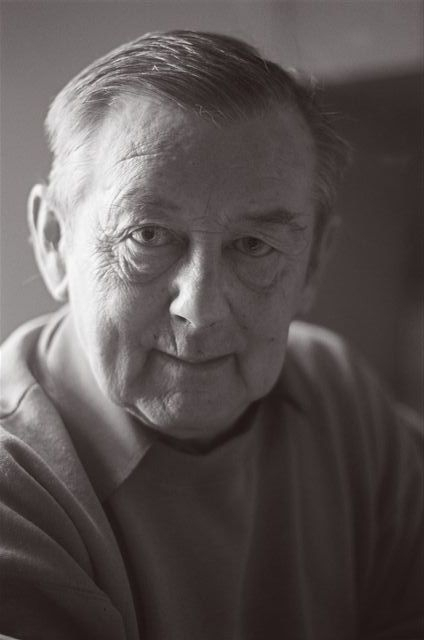
Stanisław Krawczyk

Stanisław Krawczyk (ur. 16 listopada 1938 w Czeladzi, zm. 4 marca 2015 roku w Dębieńsku) – poeta, prozaik, publicysta. Debiutował na łamach „Tygodnika Kulturalnego”. 
Wiersze, opowiadania i reportaże publikował w prasie literackiej, kulturalnej, codziennej, oraz artystycznej.
Wieloletni wiceprezes Stowarzyszenia Pisarzy Polskich Oddział Katowice.
W 1992 jego życiorys i twórczość opisał Jan Pierzchała w publikacji Z ciemni podskórnej. Szkice o pisarzach współczesnych urodzonych w Zagłębiu Dąbrowskim (Śląski Fundusz Literacki, Katowice 1992).

## Publikacje książkowe – samodzielne

### Wiersze
- Płomienia Brzegi, LSW, Warszawa 1986
- Cierpliwe Morze, „Śląsk”, Katowice 1986
- Relacja „Mona”, Kraków 1990
- Księgi wieczyste, U.W., Katowice 1991
- Droga, WAM, Kraków 1993
- Dusze zwierząt domowych, WAM, Kraków 1993
- Samogłoskach W kolorach i w „Zachęcie”, Katowice 1995
- Błądzę, „EGO”, Katowice 1996
- Szepty, „Miniatura”, Kraków 1997
- Tajemnica twarzy, „Miniatura”, Kraków 1998
- 13 wierszy, „EGO”, Katowice 2002
- Ona i Ona „MOK”, Czerwionka-Leszczyny 2007

### Proza
- Czas przejściowy „Miniatura”, Kraków 1998
- Zapiski Na Prowincji, „Świadectwo”, Bydgoszcz 2000

## Telewizja
- Widowisko poetyckie pt. „Przestrzenie Lustra, TVP 3 1995

## Publikacje zbiorowe
- Próba nazwania, Rybnik 1967, Andrzej Zbigniew Gordon-Na ścieżkach kochania „Inspiracje”, Warszawa 1987
- Ogród różany „Astrum”, Wrocław 1993
- II Konfrontacje Literackie, Gliwice 1993
- Antologia twórczości literackiej 1945–1995, Bytom 1996
- Krzysztof Karasek – Polscy Poeci Współcześni. Poezja polska od roku 1956, „Iskry”, Warszawa 1997
- Nabożeństwa Drogi Krzyżowej, WAM, Kraków 1997
- Marta Fox – Mogło się zdarzyć, zdarzyć się musiało, Towarzystwo Zachęty Kultury, Katowice 1997
- Tropiciel słów, „Śląsk” Katowice 1998
- Geny, „EGO” – Katowice 2000
- Zagłębie Poetów – Sosnowiec 2002
- Dialog w środku Europy – „EGO”, Katowice 2002
- Dialog w środku Europy – „MOK” Czerwionka-Leszczyny 2003
- Almanach Akantu – IW Świadectwo, Bydgoszcz 2003
- Dialog Regionów – „MOK”, Czerwionka-Leszczyny

## Redakcje książek
- Wiesław Adam Berger – Za późno (opowiadania), „EGO”, Katowice 1996
- Szkice do portretu Wilhelma Szewczyka – „MOK” Czerwionka-Leszczyny 2001
- Piotr Rakowski – Szkoła Rabinów – „EGO”, Katowice 2002
- Złote Cygaro Wilhelma (almanach) – „MOK” Czerwionka-Leszczyny 2006
- Dwugłos o życiu i twórczości Zdzisława Stanisława Pietrasa – „MOK” Czerwionka-Leszczyny 2007
- Dialog w środku Europy – „EGO”, Katowice 2002, 2003, 2004
- Dialog Regionów – „MOK” Czerwionka-Leszczyny 2005, 2006, 2007, 2008

## W leksykonach
- Kto jest Kim w woj. Katowickim 1993
- WOREYD, Warszawa 2000
- WOREYD, Warszawa 2001
- SŁOWNICZEK POLSKICH spisovatelů „Libri”, Praha 2000
- kto jest kim, „Polska Agencja Informacyjna”, Warszawa 2001
- Who is Who, Zug (Szwajcaria) 2002
- Pisarze i badacze Literatury w Zagłębiu Dąbrowskim, tom 1, Sosnowiec 2002
- WOREYD, Warszawa 2002
- Who is Who, Wiedeń 2003

## Nagrody i wyróżnienia
- Polskiego Radia za opowiadanie pt. „Rozmowa”, 1981
- „Solidarności” za „książkę Roku 1993” – „Droga”
- 1994 Złota Lampka Rybnickich Dni Literatury, 1995
- Nagroda Gminy i Miasta Czerwionka – Leszczyny – KAROLINKA, 2001
- Medal 800 – lecia Rybnika, 2002
- Brązowy Medal Gloria Artis 2011